# Jogurt
Jogurt je mlečni proizvod, ki nastane z bakterijsko fermentacijo mleka.

## Zgodovina
Raziskava The sensory evaluation of diary products,je predstavila dokaze, da so prve mlečne izdelke za hrano pripravljali že pred vsaj 5.900 leti. Prvi jogurti so verjetno nastali s spontano fermentacijo divjih bakterij. 
Najstarejše zapise o jogurtu pripisujejo Pliniju Starejšemu, ki je zabeležil, da znajo nekatera nomadska plemena »zgostiti mleko v všečno kislo snov«. Uporabo jogurta v srednjem veku so v knjigah zapisali tudi turški pisci. Zgodnje evropsko srečanje z jogurtom je povezano s francosko klinično zgodovino. Anekdota pravi, da je kralj Franc I. trpel za diarejo, ki je ni mogel pozdraviti noben domači zdravnik, zato je njegov zaveznik Sulejman Veličastni na dvor poslal zdravnika, ki naj bi pacienta pozdravil z jogurtom. Hvaležni kralj je hitro razširil besedo o čudežni hrani, ki ga je ozdravila. 
Šele v začetku 20. stoletja so prve resnejše raziskave v jogurtu dokazale obstoj mlečnokislinske bakterije, ki so jo poimenovali Lactobacillus bulgaricus in nakazali njeno povezavo z zdravim življenjem.

## Proces izdelave
Jogurt izdelujejo s pomočjo izbranih mlečnokislinskih bakterij v procesu fermentacije mleka, kjer se del laktoze spremeni v mlečno kislino. Fermentacijo mleka sprožijo s pomočjo različnih t.i. Starter kultur kot so Bifidubacterium bifidum, Streptococcus thermophilus, Lactobacillus bulgaricus. Na podoben način pridobivajo tudi kislo mleko, kefir in ostale fermentirane izdelke.

## Vrste jogurtov
Jogurte ločimo glede na različne kriterije.
- Glede na gostoto:
  - čvrsti jogurt,
  - tekoči jogurt (tudi kot napitek)
  - zmrznjen jogurt,
  - koncentriran jogurt
  - brezlaktozni jogurt
- Glede na vrsto mleka, iz katerega so izdelani:
  - kravji,
  - kozji,
  - ovčji,
  - kamelji
- Glede na vsebnost maščobe:
  - polnomastni,
  - lahki.
- Glede na dodane okuse:
  - navadni,
  - sadni,
  - kavni,
  - vanilijev
  - čokoladni
- Glede na dodane kulture.

## Pozitivni učinki na zdravje
Dokazani so jogurtovi pozitivni vplivi na prebavni trakt, zniževanje holesterola, oviranje škodljivih bakterij ter lahka prebavljivost. Naštete dobrodejnosti mu dajejo kulture živih mikroorganizmov, popolne beljakovine, kalcij, vitamin B2 (riboflavin), vitamin B12, kalij, magnezij in cink.
Ljudje, ki ne prenašajo mlečnega sladkorja (laktoze) lahko uživajo jogurt, ker se laktoza v procesu fermentacije spremeni v mlečno kislino .
Jogurt se uporablja tudi v medicini za zdravljenje prebavnih težav in za preprečevanje diareje kot posledice uporabe antibiotikov.
Jogurt običajno vsebuje več beljakovin kot mleko, zato je priporočljiv za starejše in za vse tiste, ki jim s prehrano ne uspe zaužiti dovolj velike količine beljakovin in kalcija.